# Penn (divinità)
Penn era il nome di una divinità venerata dalle popolazioni liguri e dai Salassi. Si fa risalire il suo nome al Monte Penna, situato nell'appennino ligure e considerato dai Liguri come sede del dio. Penn significava altura, monte, da qui il nome di Appennini e Alpi Pennine.

## Storia
Il dio Penn era considerato il protettore dai pericoli della montagna. La divinità appare in diverse zone dell'Italia che vanno dalla Liguria all'Umbria e, presso i Liguri, era simboleggiata da una roccia. Un esempio di tale simulacro si trova nei pressi di Finale Ligure ed è rappresentato da un blocco di pietra nel quale, nonostante le ingiurie del tempo, si intravedono delle sembianze umane. 
Sotto la dominazione romana (Catone ne parlò come di una divinità femminile) venne rinominato Giove Pennino. Tito Livio scrisse che il nome Pen non derivava da Poeni (Punici), ma da quello del dio delle cime delle montagne, chiamato Pennino dalle popolazioni locali. I Romani edificarono un tempio dedicato a questo dio. Le testimonianze che rimangono del suo culto sono le fondamenta del tempio dedicatogli dai Romani sul Gran San Bernardo, monete celtiche e romane, armi dell'età del Bronzo e una statuetta votiva che lo raffigura, ritrovata nei pressi del tempio.